# Brewerova tiskárna
Brewerova tiskárna (též Breuerova tiskárna, slovensky Brewerova tlačiareň, Breuerova tlačiareň) je historická budova na východní straně náměstí Majstra Pavla č. 26 ve slovenském městě Levoča. V 17. a 18. století zde sídlila tiskárna, kterou provozovala rodina Brewerů. Dům je chráněn jako národní kulturní památka Slovenské republiky.

## Historie
Dům byl postaven ve 14. století, v 15. století byl přestavěn v pozdně gotickém slohu. Později byl ještě několikrát přestavěn, mimo jiné v 16. století (v renesančním slohu), v letech 1625, 1673 a dvakrát v 19. století. Naposledy přestavěn byl v devadesátých letech 20. století pro potřeby hotelu.

## Historie tiskárny
Zakladatelem tiskárny byl Lorenzo Brewer (1590–1664), levočský měšťan, který je zde spolu se svým starším bratrem Brunem (1570–1639) uváděn v roce 1619 jako obchodník s knihami. Rodina Brewerů provozovala v budově tiskárnu od roku 1625 do roku 1740. Lorenza vystřídal jeho syn Samuel (1645–1699) a po jeho smrti manželka Zofia († 1710). Tiskárna zanikla kolem roku 1740, v době, kdy ji provozoval jejich syn Jan (asi 1675–1744).
Levočská tiskárna patřila ve své době k největším v tehdejších Uhrách. Disponovala vyspělým technickým vybavením, nabízela vysokou úroveň tisku a především byla tolerantní k oběma národnostem a světovým názorům. Ve druhé polovině 17. století produkovala téměř polovinu všech knih vytištěných na území dnešního Slovenska. Více než polovina titulů byla vydána v latině, ostatní byly převážně v němčině a maďarštině, často i v češtině, a asi 5 % knih bylo vydáno ve slovenštině. Například již v roce 1639 zde vyšel první slovenský kalendář: Nový a starý kalendár na rok 1640. V roce 1636 zde bylo vytištěno první vydání Cithara sanctorum – kancionálu luteránského duchovního a náboženského spisovatele Jiřího Třanovského (v češtině). V roce 1658 opustilo zdejší tiskařské stroje první vydání Orbis pictus Jana Amose Komenského.

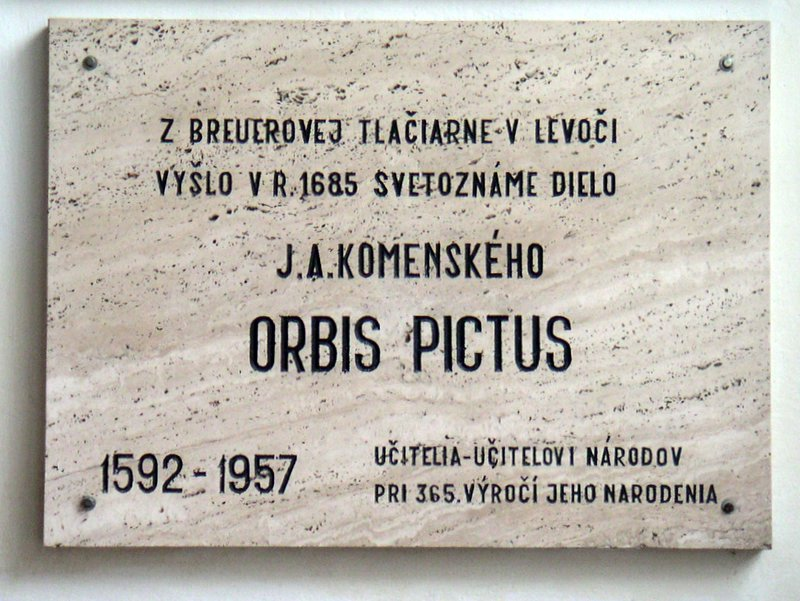
Pamětní deska připomínající vydání Orbis pictus

Daniel Sinapius, který poslední čtyři roky svého života působil v Levoči jako kazatel a gymnaziální inspektor, připravil pro tiskárnu mimo jiné další vydání díla J. Třanovského Cithara sanctorum a překlad Komenského Orbis pictus do slovenštiny. Tato čtyřjazyčná (latinsko-německo-maďarsko-slovenská) verze Světa v obrazech vyšla v roce 1685, jak připomíná pamětní deska na zdi budovy.
Provoz tiskárny ukončil v roce 1740 požár. V následujících letech budova sloužila různým funkcím. Dnes v ní sídlí hotel Arkada.

## Popis
Dům tvoří cihlová budova s obdélníkovým půdorysem a asymetricky umístěnou vstupní halou. Budova je dvoupodlažní, s trojtraktovým půdorysem, s novodobě přistavěným třetím podlažím v mansardové střeše, podsklepená.